# Coupe de Luxembourg
La Coppa del Lussemburgo (Coupe de Luxembourg in francese) è la coppa nazionale di calcio lussemburghese, assegnata dalla Federazione calcistica lussemburghese. È il secondo torneo calcistico lussemburghese per importanza dopo la Division Nationale, massima serie del campionato lussemburghese di calcio.

## Albo d'oro
| Anno        | Vincitore             | Risultato                         | Finalista            |
| ----------- | --------------------- | --------------------------------- | -------------------- |
| 1922        | Racing Club Luxemburg | 2-0                               | Jeunesse Esch        |
| 1923        | Fola Esch             | 3-0                               | Union Luxembourg     |
| 1924        | Fola Esch             | 2-0                               | Red Boys Differdange |
| 1925        | Red Boys Differdange  | 1-1 dts 3-0 replay                | Spora Luxembourg     |
| 1926        | Red Boys Differdange  | 5-2                               | Union Luxembourg     |
| 1927        | Red Boys Differdange  | 3-2                               | Jeunesse Esch        |
| 1928        | Spora Luxembourg      | 2-2 dts 3-3 dts replay 5-2 replay | Stade Dudelange      |
| 1929        | Red Boys Differdange  | 5-3                               | Spora Luxembourg     |
| 1930        | Red Boys Differdange  | 2-1                               | Spora Luxembourg     |
| 1931        | Red Boys Differdange  | 5-3                               | Spora Luxembourg     |
| 1932        | Spora Luxembourg      | 2-1                               | Red Boys Differdange |
| 1933        | Progrès Niedercorn    | 4-1                               | Union Luxembourg     |
| 1934        | Red Boys Differdange  | 5-2                               | Spora Luxembourg     |
| 1935        | Jeunesse Esch         | 4-2                               | Red Boys Differdange |
| 1936        | Red Boys Differdange  | 2-0                               | Stade Dudelange      |
| 1937        | Jeunesse Esch         | 3-0                               | Union Luxembourg     |
| 1938        | Stade Dudelange       | 1-0                               | National Schifflange |
| 1939        | US Dudelange          | 2-1                               | Stade Dudelange      |
| 1940        | Spora Luxembourg      | 6-2                               | Stade Dudelange      |
| 1941 - 1944 | non disputata         | non disputata                     | non disputata        |
| 1945        | Progrès Niedercorn    | 2-0                               | Spora Luxembourg     |
| 1946        | Jeunesse Esch         | 3-1                               | Progrès Niedercorn   |
| 1947        | Union Luxembourg      | 2-1                               | Stade Dudelange      |
| 1948        | Stade Dudelange       | 1-0                               | Red Boys Differdange |
| 1949        | Stade Dudelange       | 1-0                               | Racing Rodange       |
| 1950        | Spora Luxembourg      | 5-1                               | Red Boys Differdange |
| 1951        | Tetange               | 1-1 dts 2-0 replay                | Grevenmacher         |
| 1952        | Red Boys Differdange  | 1-0                               | Red Star Merl        |
| 1953        | Red Boys Differdange  | 2-1                               | Grevenmacher         |
| 1954        | Jeunesse Esch         | 5-0                               | Grevenmacher         |
| 1955        | Fola Esch             | 1-1 dts 4-1 replay                | Red Boys Differdange |
| 1956        | Stade Dudelange       | 3-1                               | Progrès Niedercorn   |
| 1957        | Spora Luxembourg      | 2-1                               | Stade Dudelange      |
| 1958        | Red Boys Differdange  | 2-1                               | US Dudelange         |
| 1959        | Union Luxembourg      | 3-1                               | Grevenmacher         |
| 1960        | National Schifflange  | 3-0                               | Stade Dudelange      |
| 1961        | Alliance Dudelange    | 3-2                               | Union Luxembourg     |
| 1962        | Alliance Dudelange    | 1-0                               | Union Luxembourg     |
| 1963        | Union Luxembourg      | 2-1                               | Spora Luxembourg     |
| 1964        | Union Luxembourg      | 1-0                               | Aris Bonnevoie       |
| 1965        | Spora Luxembourg      | 1-0                               | Jeunesse Esch        |
| 1966        | Spora Luxembourg      | 2-0                               | Jeunesse Esch        |
| 1967        | Aris Bonnevoie        | 1-0                               | Union Luxembourg     |
| 1968        | Rumelange             | 0-0 dts 1-0 replay                | Aris Bonnevoie       |
| 1969        | Union Luxembourg      | 5-2                               | Alliance Dudelange   |
| 1970        | Union Luxembourg      | 1-0                               | Red Boys Differdange |
| 1971        | Jeunesse Hautcharage  | 4-1                               | Jeunesse Esch        |
| 1972        | Red Boys Differdange  | 4-3                               | Aris Bonnevoie       |
| 1973        | Jeunesse Esch         | 3-2                               | Fola Esch            |
| 1974        | Jeunesse Esch         | 4-1                               | Avenir Beggen        |
| 1975        | Rumelange             | 2-0                               | Jeunesse Esch        |
| 1976        | Jeunesse Esch         | 2-1                               | Aris Bonnevoie       |
| 1977        | Progrès Niedercorn    | 4-4 dts 3-1 replay                | Red Boys Differdange |
| 1978        | Progrès Niedercorn    | 2-1                               | Union Luxembourg     |
| 1979        | Red Boys Differdange  | 4-1                               | Aris Bonnevoie       |
| 1980        | Spora Luxembourg      | 3-2                               | Progrès Niedercorn   |
| 1981        | Jeunesse Esch         | 5-0                               | Olympique Eischen    |
| 1982        | Red Boys Differdange  | 2-1                               | Rumelange            |
| 1983        | Avenir Beggen         | 4-2                               | Union Luxembourg     |
| 1984        | Avenir Beggen         | 4-1                               | Rumelange            |
| 1985        | Red Boys Differdange  | 1-0                               | Jeunesse Esch        |
| 1986        | Union Luxembourg      | 4-1                               | Red Boys Differdange |
| 1987        | Avenir Beggen         | 6-0                               | Spora Luxembourg     |
| 1988        | Jeunesse Esch         | 1-0                               | Avenir Beggen        |
| 1989        | Union Luxembourg      | 2-0                               | Avenir Beggen        |
| 1990        | Swift Hesperange      | 3-3 dts 7-1 replay                | Differdange          |
| 1991        | Union Luxembourg      | 3-0                               | Jeunesse Esch        |
| 1992        | Avenir Beggen         | 1-0                               | Pétange              |
| 1993        | Avenir Beggen         | 5-2                               | F91 Dudelange        |
| 1994        | Avenir Beggen         | 3-1                               | F91 Dudelange        |
| 1995        | Grevenmacher          | 1-1 dts 3-2 replay                | Jeunesse Esch        |
| 1996        | Union Luxembourg      | 3-1                               | Jeunesse Esch        |
| 1997        | Jeunesse Esch         | 2-0                               | Union Luxembourg     |
| 1998        | Grevenmacher          | 2-0                               | Avenir Beggen        |
| 1999        | Jeunesse Esch         | 3-0                               | Mondercange          |
| 2000        | Jeunesse Esch         | 4-1                               | Mondercange          |
| 2001        | Etzella Ettelbruck    | 5-3                               | Wiltz 71             |
| 2002        | Avenir Beggen         | 1-0                               | F91 Dudelange        |
| 2003        | Grevenmacher          | 1-0                               | Etzella Ettelbruck   |
| 2004        | F91 Dudelange         | 3-1 dts                           | Etzella Ettelbruck   |
| 2005        | Pétange               | 5-0                               | Cebra 01             |
| 2006        | F91 Dudelange         | 3-2                               | Jeunesse Esch        |
| 2007        | F91 Dudelange         | 2-1                               | Käerjeng 97          |
| 2008        | Grevenmacher          | 2-1                               | Victoria Rosport     |
| 2009        | F91 Dudelange         | 5-0                               | Käerjeng 97          |
| 2010        | Differdange 03        | 1-0                               | Grevenmacher         |
| 2011        | Differdange 03        | 1-0                               | F91 Dudelange        |
| 2012        | F91 Dudelange         | 4-2 dts                           | Jeunesse Esch        |
| 2013        | Jeunesse Esch         | 2-1                               | Differdange 03       |
| 2014        | Differdange 03        | 2-0                               | F91 Dudelange        |
| 2015        | Differdange 03        | 1-1 (3-2 dtr)                     | F91 Dudelange        |
| 2016        | F91 Dudelange         | 1-0                               | Mondorf              |
| 2017        | F91 Dudelange         | 4-1                               | Fola Esch            |
| 2018        | RU Luxembourg         | 0-0 (4-3 dtr)                     | Hostert              |
| 2019        | F91 Dudelange         | 5-0                               | Etzella Ettelbruck   |
| 2020        | non assegnata         | non assegnata                     | non assegnata        |
| 2021        | non assegnata         | non assegnata                     | non assegnata        |
| 2022        | RU Luxembourg         | 3-2                               | F91 Dudelange        |
| 2023        | Differdange 03        | 4-2                               | Marisca Miersch      |
| 2024        | Progrès Niedercorn    | 1-1 (3-1 dtr)                     | Swift Hesperange     |
| 2025        | Differdange 03        | 2-2 (5-4 dtr)                     | F91 Dudelange        |

## Vittorie per club
| Club                                | Vittorie | Anno |
| ----------------------------------- | -------- | --- |
| Red Boys Differdange Differdange 03 | 21       | 1925, 1926, 1927, 1929, 1930, 1931, 1934, 1936, 1952, 1953, 1958, 1972, 1979, 1982, 1985, 2010, 2011, 2014, 2015, 2023, 2025 |
| Jeunesse Esch                       | 13       | 1935, 1937, 1946, 1954, 1973, 1974, 1976, 1981, 1988, 1997, 1999, 2000, 2013                                                 |
| Union Luxembourg                    | 10       | 1947, 1959, 1963, 1964, 1969, 1970, 1986, 1989, 1991, 1996                                                                   |
| Spora Luxembourg                    | 8        | 1928, 1932, 1940, 1940, 1957, 1965, 1966, 1980                                                                               |
| F91 Dudelange                       | 8        | 2004, 2006, 2007, 2009, 2012, 2016, 2017, 2019                                                                               |
| Avenir Beggen                       | 7        | 1983, 1984, 1987, 1992, 1993, 1994, 2002                                                                                     |
| Progrès Niedercorn                  | 5        | 1933, 1945, 1977, 1978, 2024                                                                                                 |
| Stade Dudelange                     | 4        | 1938, 1948, 1949, 1956 |
| Grevenmacher                        | 4        | 1995, 1998, 2003, 2008 |
| Fola Esch                           | 3        | 1923, 1924, 1955 |
| Alliance Dudelange                  | 2        | 1961, 1962 |
| Rumelange                           | 2        | 1968, 1975 |
| RU Luxembourg                       | 2        | 2018, 2022 |
| Racing Club Luxemburg               | 1        | 1922 |
| US Dudelange                        | 1        | 1939 |
| Tetange                             | 1        | 1951 |
| National Schifflange                | 1        | 1960 |
| Aris Bonnevoie                      | 1        | 1967 |
| Jeunesse Hautcharage                | 1        | 1971 |
| Swift Hesperange                    | 1        | 1990 |
| Etzella Ettelbruck                  | 1        | 2001 |
| Pétange                             | 1        | 2005 |